# Tennessee-Martin Skyhawks
Tennessee-Martin Skyhawks (español: Águilas del cielo de la Universidad de Tennessee en Martin) es el equipo deportivo de la Universidad de Tennessee en Martin, situada en la ciudad del mismo nombre, en el estado de Tennessee. Los equipos de los Skyhawks participan en las competiciones universitarias organizadas por la NCAA, y forman parte de la Ohio Valley Conference.

## Apodo y mascota
El apodo de la universidad es, desde 1995, el de Skyhawks, que sustituyó al anterior, Pacers. En esa fecha un grupo de sabios pensadores bucearon en la historia de la universidad, hasta dar con tres motivos por los que el apodo debería ser el de águilas del cielo:
- Antes de convertirse en la Universidad de Tennessee en Martin, el centro se llamaba Instituto Bíblico Hall-Moody, una institución religiosa, y en esa época a los atletas se les denominaba sky pilots (pilotos del cielo), un término muy usado por los predicadores de la época como metáfora, aunque quizás los estudiantes lo asimilaban a los glamurosos ases de la aviación de la Primera Guerra Mundial.
- Durante la Segunda Guerra Mundial la universidad firmó un convenio de ayuda con el Servicio de Entrenamiento de Guerra Naval, por el cual los pilotos se entrenaban en las instalaciones colegiales.
- Los gavilanes colirrojos, o águilas de cola roja, son autóctonas de la región del oeste de Tennessee.

El nombre de la mascota es Captain (Capitán), un término elegido por ser neutro y que encaja con el concepto del apodo de la universidad. Es un águila vestida de piloto.

## Programa deportivo
Los Skyhawks participan en las siguientes modalidades deportivas:
| - Masculino - Baloncesto - Béisbol - Fútbol americano - Cross - Tenis - Rodeo - Rifle | - Femenino - Cross - Baloncesto - Equitación - Softball - Voleibol - Tenis - Fútbol - Rifle |

### Fútbol americano
El equipo de fútbol americano solamente ha conseguido ganar en una ocasión el campeonato de la Ohio Valley Conference, en el año 2006, empatando en la clasificación con Eastern Illinois. Un total de 8 jugadores salidos de Martin han llegado a jugar como profesionales en la NFL, uno de ellos en la actualidad.

### Béisbol
El equipo de béisbol comenzó a competir en 1993, y desde entonces no ha conseguido ganar en ninguna ocasión el título de conferencia.

## Instalaciones deportivas
- Skyhawk Arena. Es el pabellón donde juega el equipo masculino de baloncesto. Tiene una capacidad para 7000 espectadores y fue inaugurado en 1998.[4]
- Hardy M. Graham Stadium. Es el estadio de fútbol americano. Tiene una capacidad para 8000 espectadores sentados, y fue renovado totalmente en 1985.[4]
- Skyhawk Fieldhouse. Es la pista polideportiva donde se juega el voleibol femenino. Tiene una capacidad para 3000 espectadores.[4]
- Skyhawk Baseball Field. Es el estadio para el béisbol. Fue construido en 1974, pero ha sufrido varias remodelaciones en los últimos años.[4]